# Thelypteris berlinii
Thelypteris berlinii är en kärrbräkenväxtart som beskrevs av Alan Reid Smith. Thelypteris berlinii ingår i släktet Thelypteris och familjen Thelypteridaceae. Inga underarter finns listade.